# 高木音蔵
高木 音蔵（たかぎ おとぞう、1878年〈明治11年〉1月4日 - 1958年〈昭和33年〉3月5日）は、日本の政治家。衆議院議員（1期）。

## 経歴
岐阜県海西郡、のちの海津郡海西村（平田町を経て現海津市）出身。京都高等蚕業学校(現・京都工芸繊維大学)卒。岐阜県蚕業取締所吏員、土岐蚕業講習所長、恵那郡蚕業技手、海西村議、同村長、水利組合会議員、県町村会評議員、郡農会、村農会、県農事協会、同地方協会各役員となる。
1924年の第15回衆議院議員総選挙において岐阜4区から政友本党公認で立候補して当選した。のち立憲政友会に入り、衆議院議員を1期務めた。1928年の第16回衆議院議員総選挙には立候補しなかった。1958年死去。